# Virus de la mosaïque du châtaignier
Le virus de la mosaïque du châtaignier ou ChMV (sigle de Chestnut mosaic virus) est l'agent d'une maladie épidémique du châtaignier.

## Description
La maladie transmise par le puceron Myzocallis castanicola provoque des stries décolorées, des tâches, ponctuations, nécroses ou déformation des feuilles de châtaignier ainsi qu'un arrêt de la croissance de l'arbre.
Une forme latente de la maladie sans mosaïque peut provoquer l'apparition de rejets au niveau du porte-greffe donnant à l'arbre un port buissonnant anormal.

## Cibles
L'espèce Castanea crenata est plus sensible à la maladie que Castanea sativa (Belle épine, Campanese, Olargues sont légèrement sensibles). Parmi les hybrides, certains cultivars comme Maraval (Ca 74) ou Marigoule (Ca 15) y sont particulièrement sensibles. Bouche de Bétizac ou Bournette) sont légèrement sensibles à tolérants.
La maladie peut aussi atteindre le genre Quercus (environ 15 % des Quercus pedunculata et 20 % des Quercus rubra alors que Quercus pubescens et Quercus ilex sont tolérants).

## Traitement
Il n'existe pas de traitement connu et la seule solution est de brûler les plants infectés.

## Origine
Le virus de la mosaïque du châtaignier est apparu au Japon sur Castanea crenata et a été introduit en Europe au début du XXe siècle.